# Callibracon limbatus
Callibracon limbatus är en stekelart som först beskrevs av Brulle 1846.  Callibracon limbatus ingår i släktet Callibracon och familjen bracksteklar. Inga underarter finns listade.